# Diamonen Island
Diamonen Island  (in Argentinien Islote Madariaga) ist eine Insel vor der Danco-Küste des Grahamlands auf der Antarktischen Halbinsel. In der Gerlache-Straße liegt sie nördlich des Moreno Rock.
Teilnehmer der Belgica-Expedition (1897–1899) unter der Leitung des belgischen Polarforschers Adrien de Gerlache de Gomery nahmen eine erste Kartierung der Insel vor. Der norwegische Walfängerkapitän Sverre Skidsmo, der zwischen 1921 und 1922 mit der Graham in diesen Gewässern operierte, gab ihr den Namen Big Diamonen Island. Das UK Antarctic Place-Names Committee kürzte diese Benennung am 23. September 1960. Namensgeber der argentinischen Benennung ist der argentinische General Joaquín Madariaga (1799–1848).